# Prunus Girl
Prunus Girl (プラナス・ガール?, Puranasu Gāru) è un manga scritto da Tomoki Matsuno e pubblicato da Square Enix sulla rivista Monthly Gangan Joker dal 22 aprile 2009 al 22 aprile 2013 per poi essere raccolto in sei volumi tankōbon.

## Trama
Makito Maki incontra l'adorabile Kizuna Aikawa sotto i fiori di ciliegio che cadono il giorno in cui vengono pubblicati i risultati dell'esame di ammissione alle scuole superiori. È destino che i due finiscano insieme, ma i sogni di Maki di trovare una ragazza carina vengono distrutti quando, il primo giorno di scuola, Kizuna rivela di essere in realtà un maschio.
Dopo la scioccante rivelazione, Maki cerca di allontanarsi da Kizuna, ma il destino ha altri piani in serbo, dato che i due iniziano a incontrarsi ogni giorno. Sebbene Aikawa sia disposto a tendere una mano amica, Maki ha ancora difficoltà ad accettare il fatto che Aikawa è davvero un ragazzo. Tuttavia, mentre Aikawa trascina Maki in varie avventure, vede che Aikawa è davvero una persona gentile e impara che le persone non dovrebbero essere definite dal loro aspetto o sesso.

## Pubblicazione
Prunus Girl è stato scritto e disegnato da Tomoki Matsuno. L'opera è stata pubblicata dal 22 aprile 2009 al 22 aprile 2013 sulla rivista Monthly Gangan Joker di Square Enix ed è poi stata raccolta in sei volumi tankōbon. Il manga è stato tradotto in Nord America e in Francia da Soleil Productions.